# Vangsmjøse
Vangsmjøse (også stavet Vangsmjøsa eller Vangsmjøsi) er en sø i Vang kommune i Innlandet fylke i Norge.

## Sagn
Der går flere sagn om Vangsmjøse. I et af af dem hedder det, at "ser du min længde, så ser du min dybde".
I et andet sagn fortælles det om en, der ville finde ud af, hvor dyb søen var, at han bandt alle de reb sammen, han kunne få fat i fra folk i bygden. Som tyngde brugte han en tinkande og et fårelår. Da han omsider havde nået bunden med tyngden og trak rebet op, opdagede han, at tinkanden var smeltet, og fårelåret var kogt. Rebet var da så langt, at det gik fra dørtrinnet i Leine, tværs over fjorden og tre gange rundt om kirken, hvilket er en længde på 4.500 m.
Et tredje sagn fortæller, at da man loddede dybden og fik rebet op igen, lugtede det af svovl i enden. Det er det eneste af sagnene, der kan have noget på sig, idet rådnede plantevækster medfører, at vand på store dybder vil få et højt indhold af svovldioxid og svovlbrinte.